# باشگاه فوتبال ای. اف. سی لیورپول
باشگاه فوتبال ای.اف.سی لیورپول (به انگلیسی: Affordable Football Club Liverpool) یک باشگاه فوتبال در شهر پرسکات، کشور انگلستان است که در سال ۲۰۰۸ میلادی تأسیس شده‌است.